# Joseph-Philibert Girault de Prangey

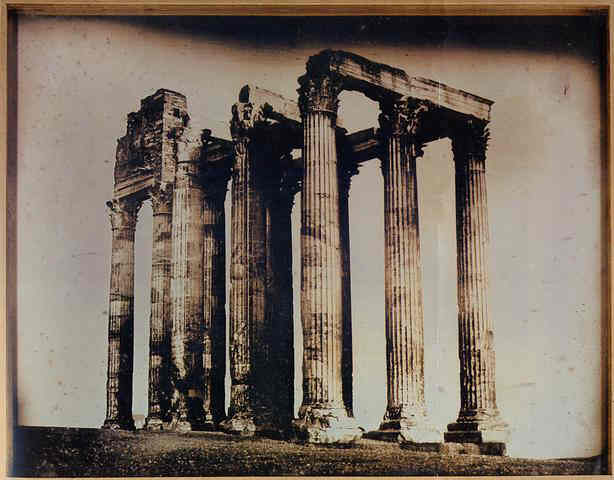
113. Athènes, T[emple] de J[upiter] olympien pris de l'est, 1842, který se na aukci prodal za 922 488 USD

Joseph-Philibert Girault de Prangey (21. října 1804 Langres, Haute-Marne – 7. prosince 1892, Courcelles, Paříž) byl francouzský fotograf a kreslíř, který byl aktivní na středním východě. Jeho daguerrotypie jsou jedny z nejranějších dochovaných fotografií Řecka, Palestiny, Egypta, Sýrie a Turecka. Nejdříve studoval malířství, roku 1841 se začal zajímat o daguerrotypii, zřejmě od samotného Louise Daguerra nebo Hippolyta Bayarda. Mezi lety 1841 a 1844 pořídil 900 snímků architektury, krajin a portrétů ve východním středomoří.

## Životopis
Po návratu do Francie maloval a kreslil. Publikoval v malém nákladu knihu svých litografií. Dělal stereofotografické snímky svého jmění a exotických rostlin, které sbíral. Girault de Prangey nikdy nevystavoval a za svého života se mnoho neproslavil. Roku 2003 se na aukci prodal jeho snímek 113. Athènes, T[emple] de J[upiter] olympien pris de l'est (1842) za 922 488,– USD.

## Galerie

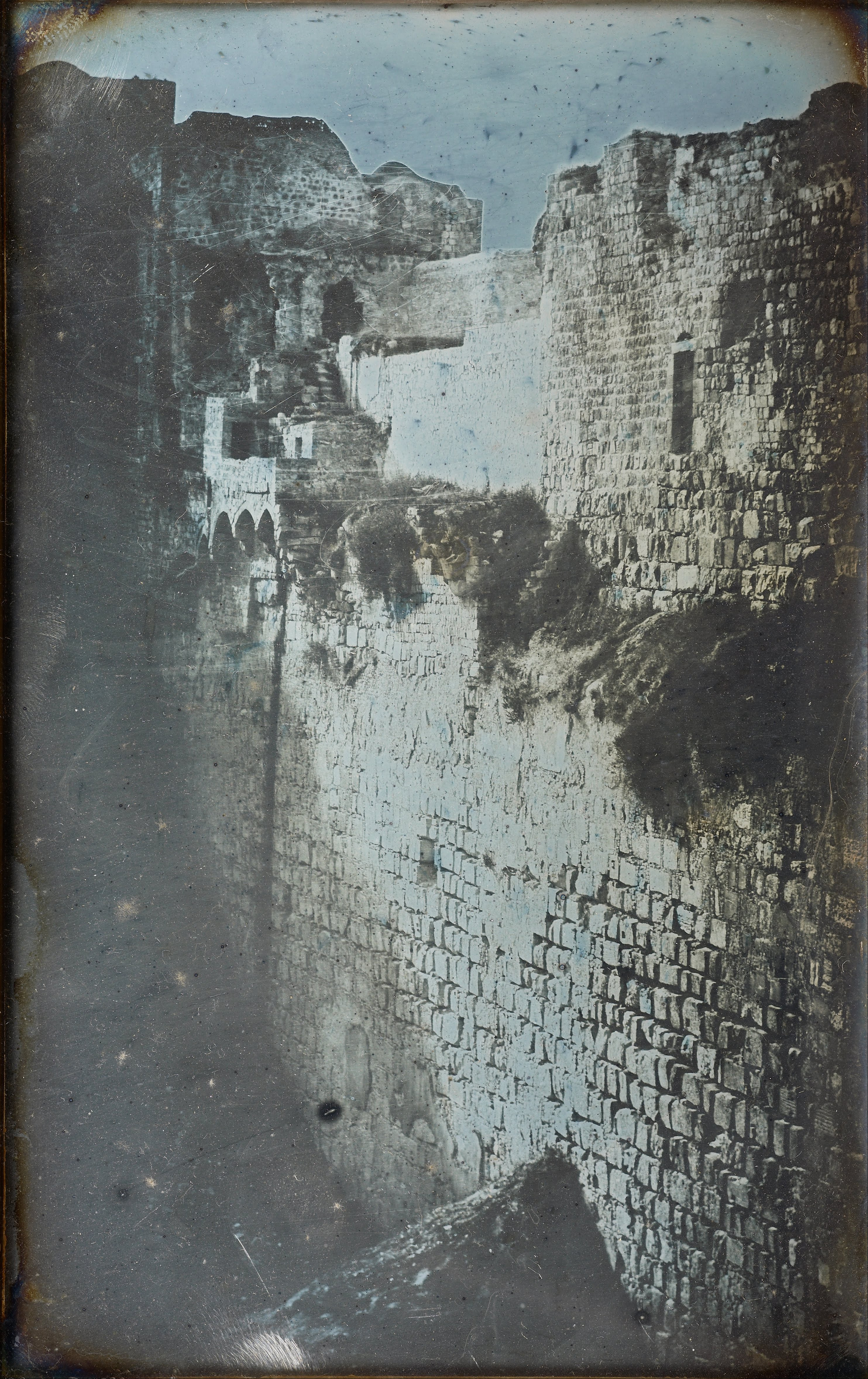
Joseph-Philibert Girault de Prangey (French - The Probatic Pool, Jerusalem (Jérusalem. Piscine probatique)
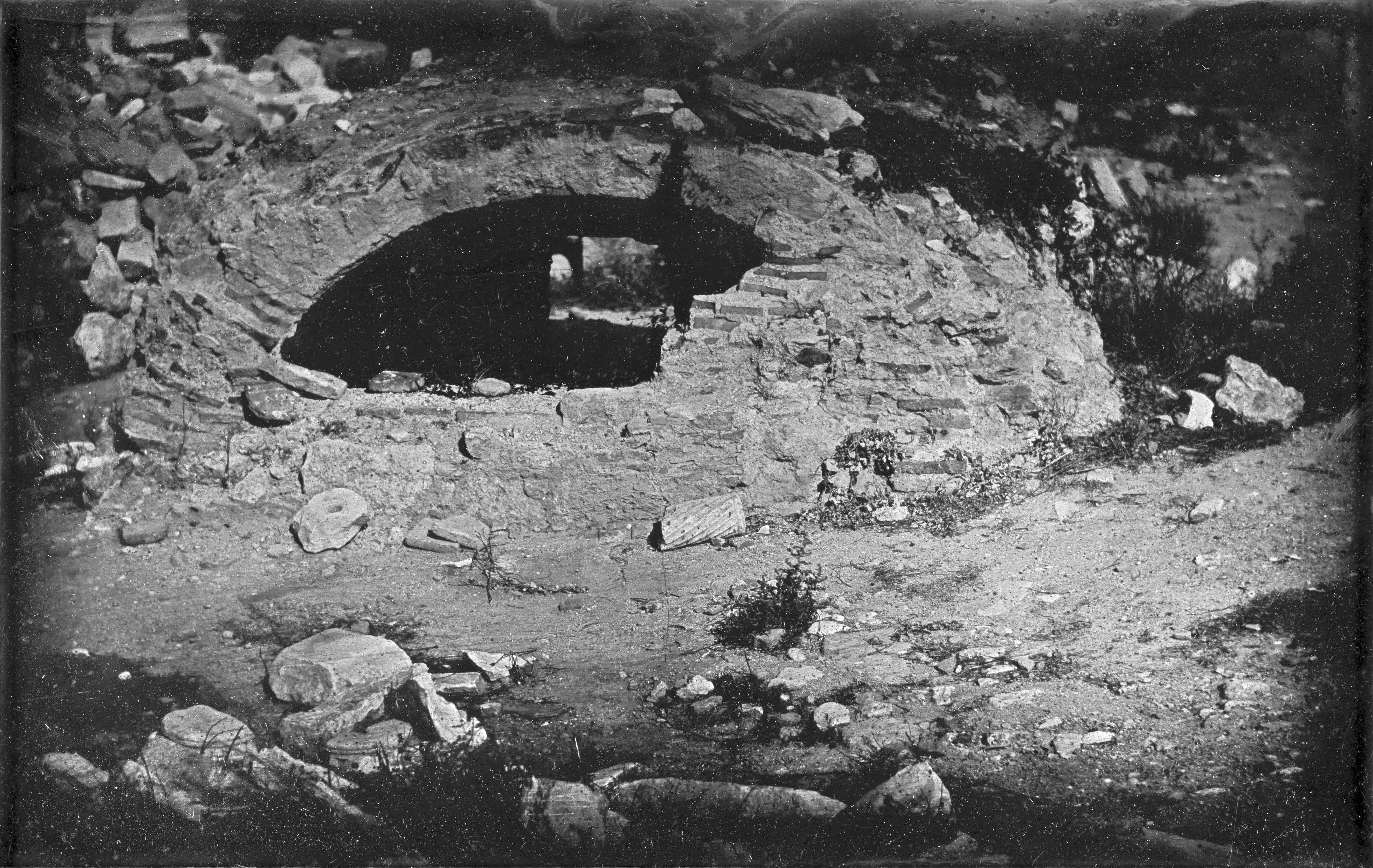
Joseph-Philibert Girault de Prangey, Cistern opening at the foot of the Erectheion, Acropolis, Athens
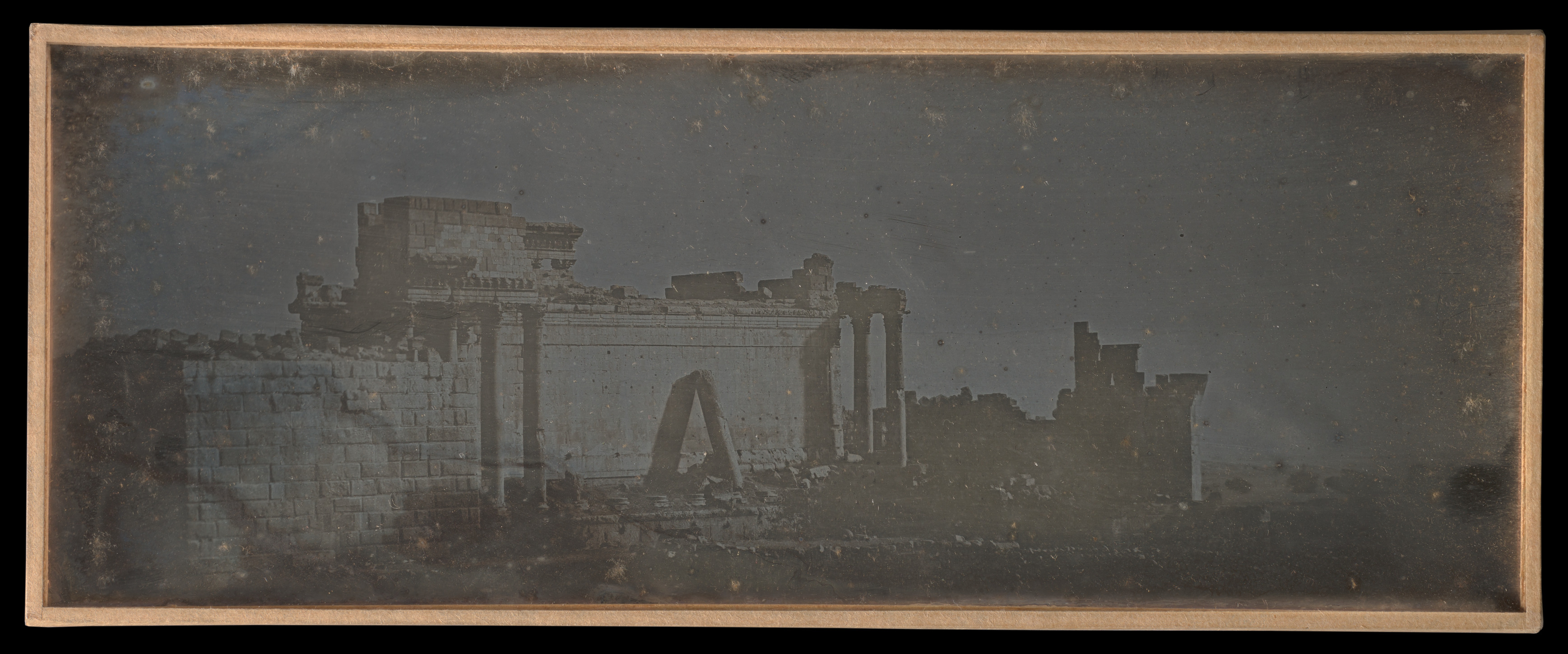
Baalbek, Syria
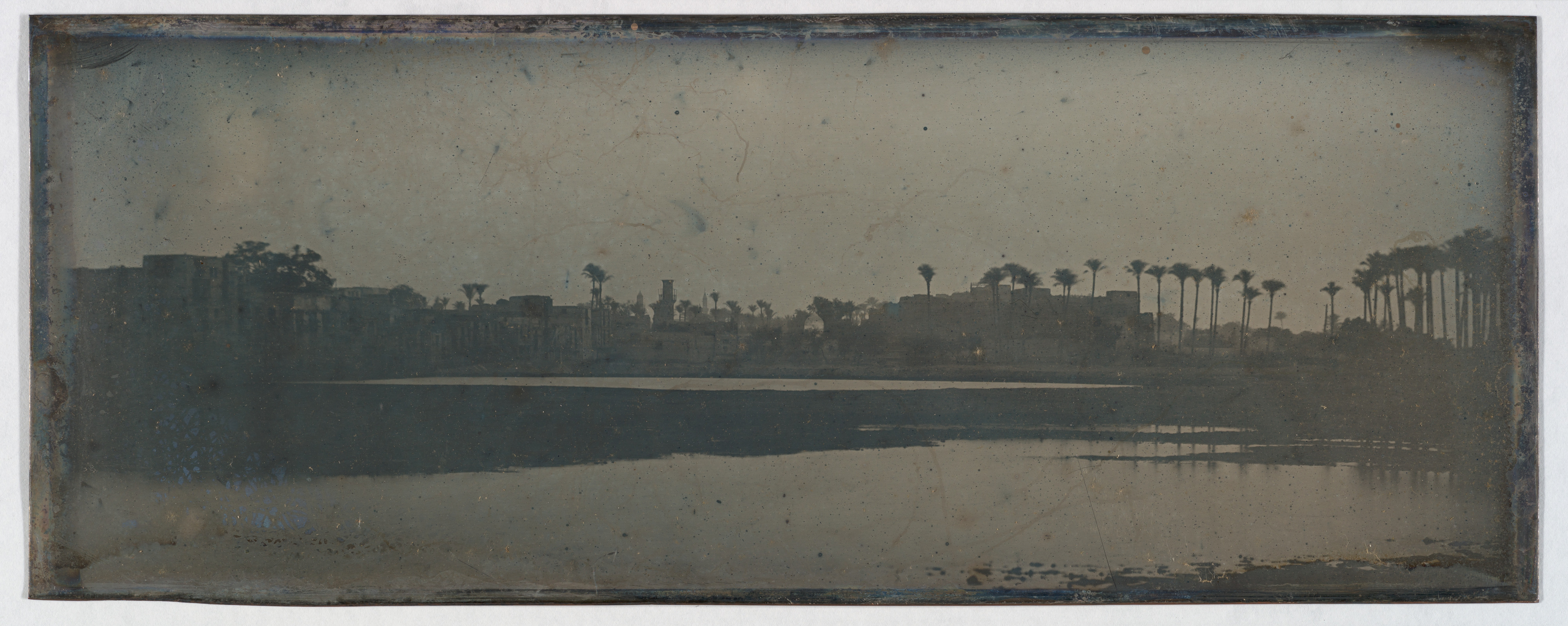
Egypt
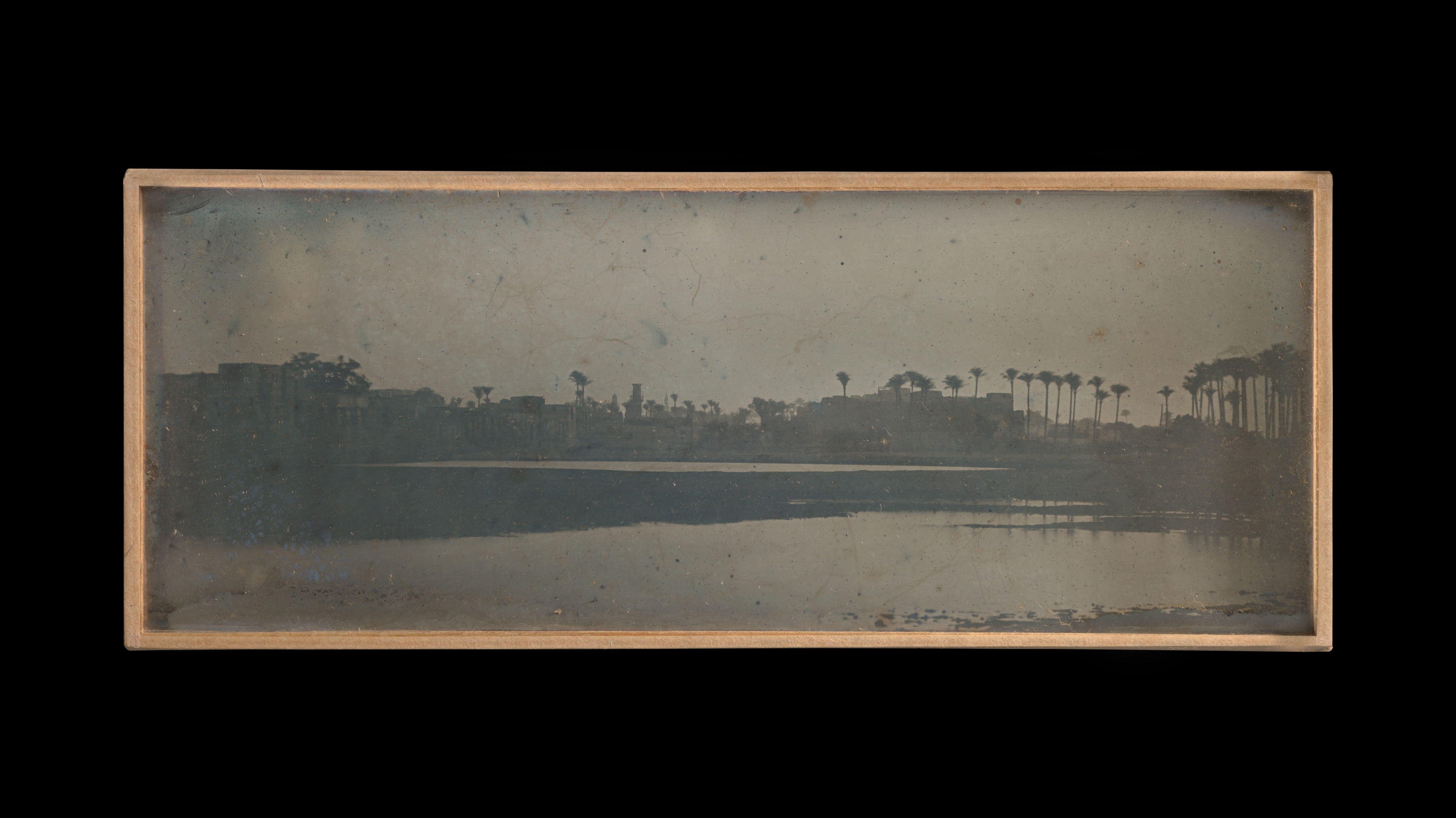
Egypt
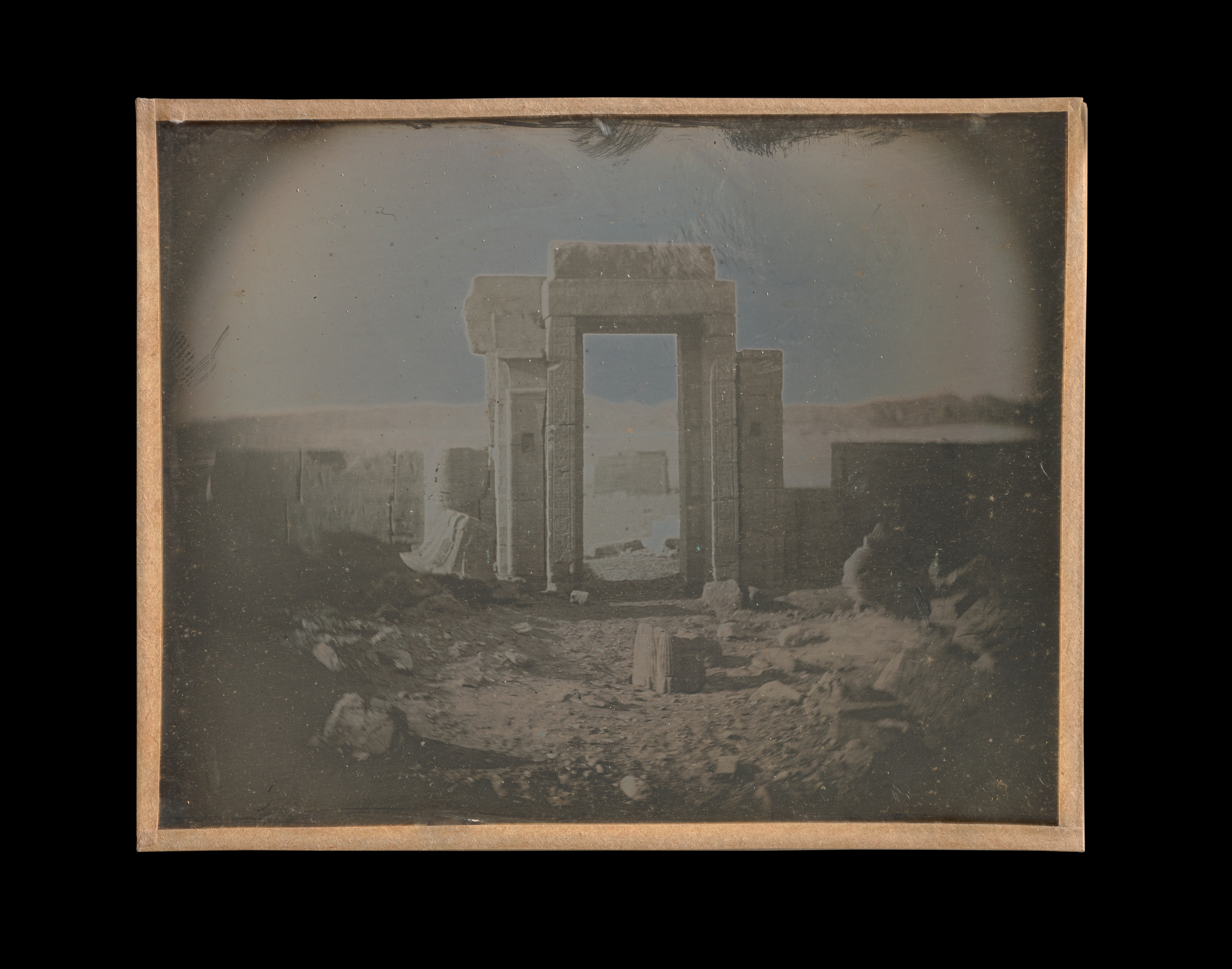
Egypt
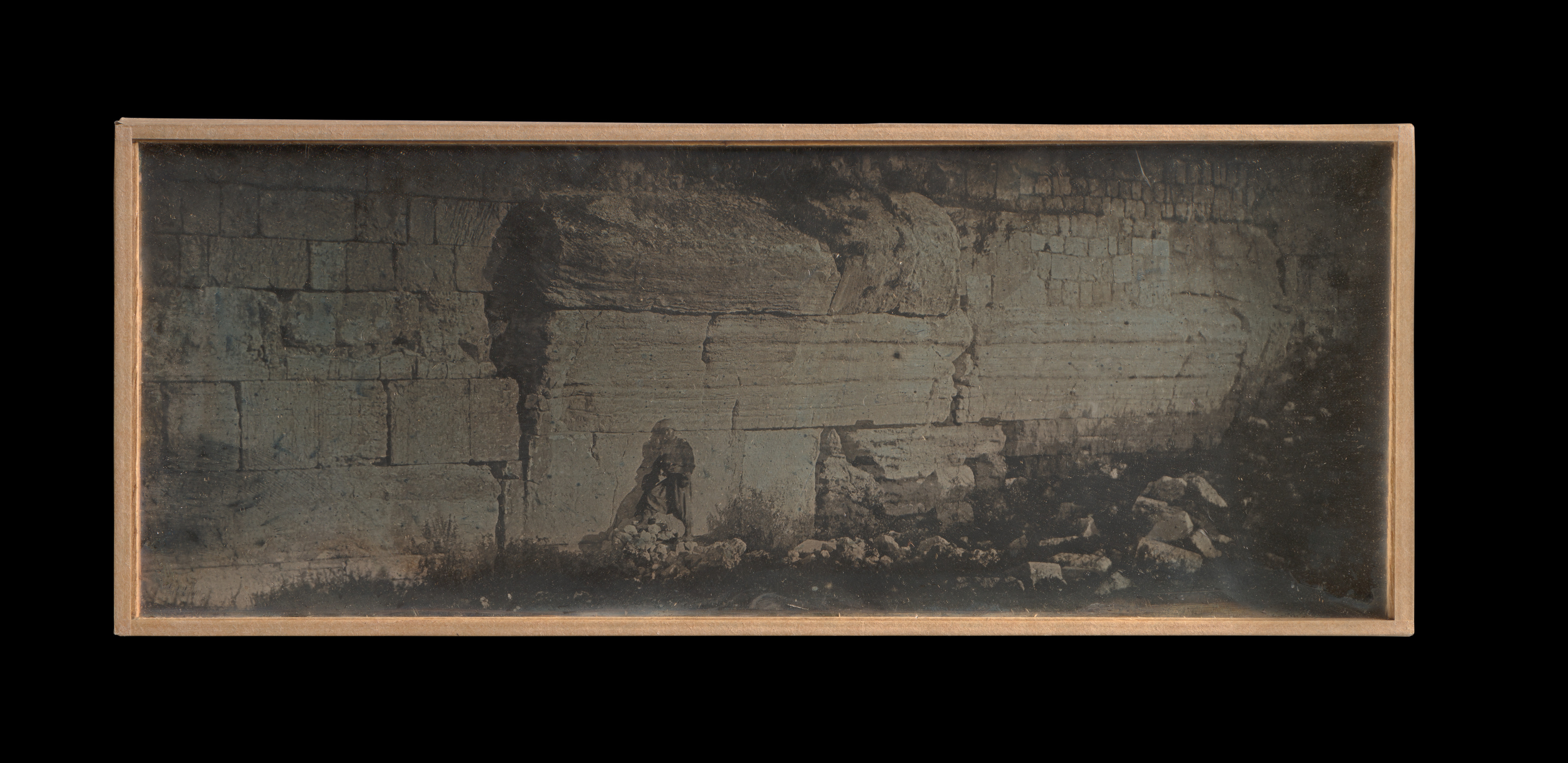
Jerusalem
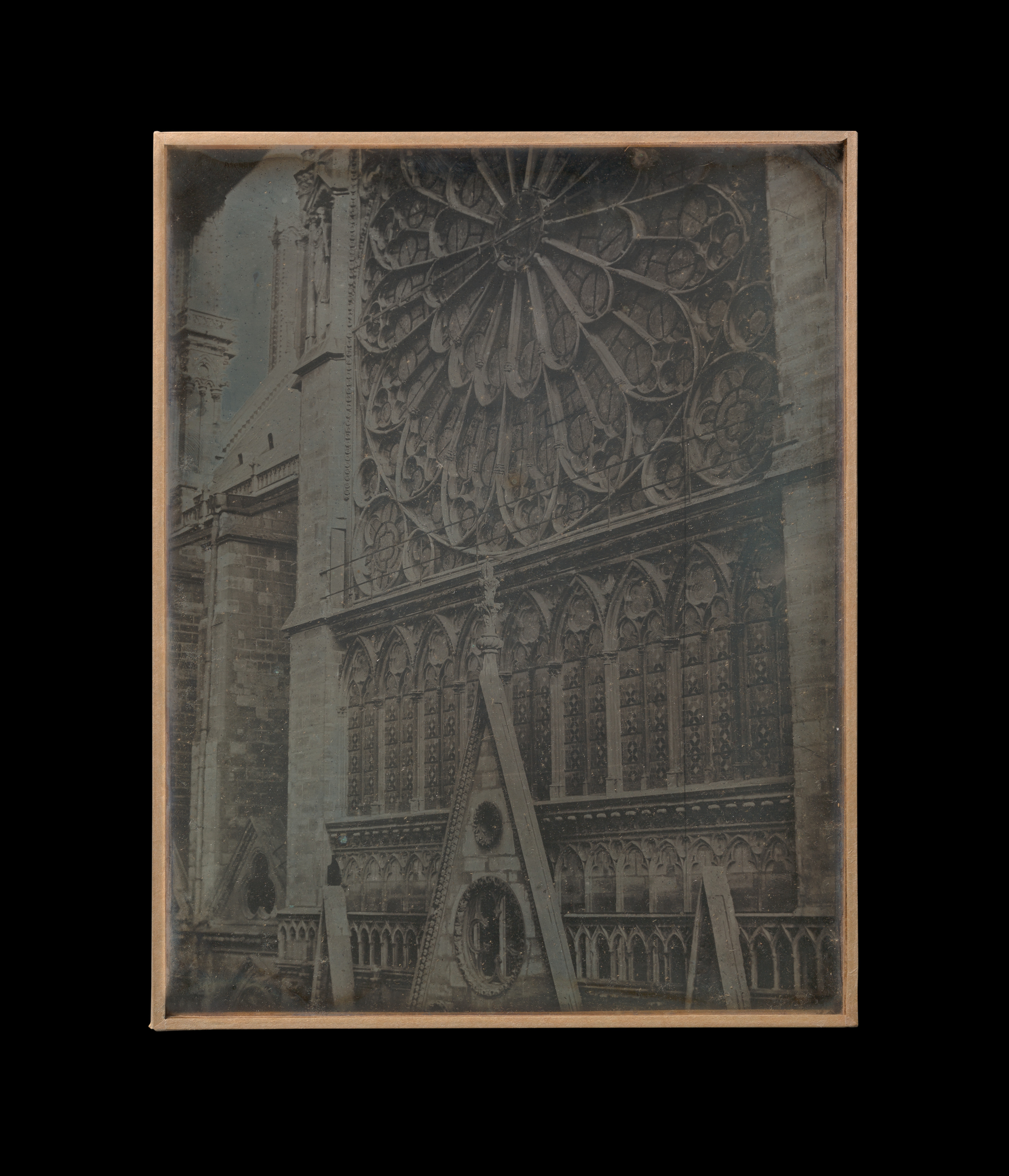
Notre Dame Cathedral, Rose Window, North Transept
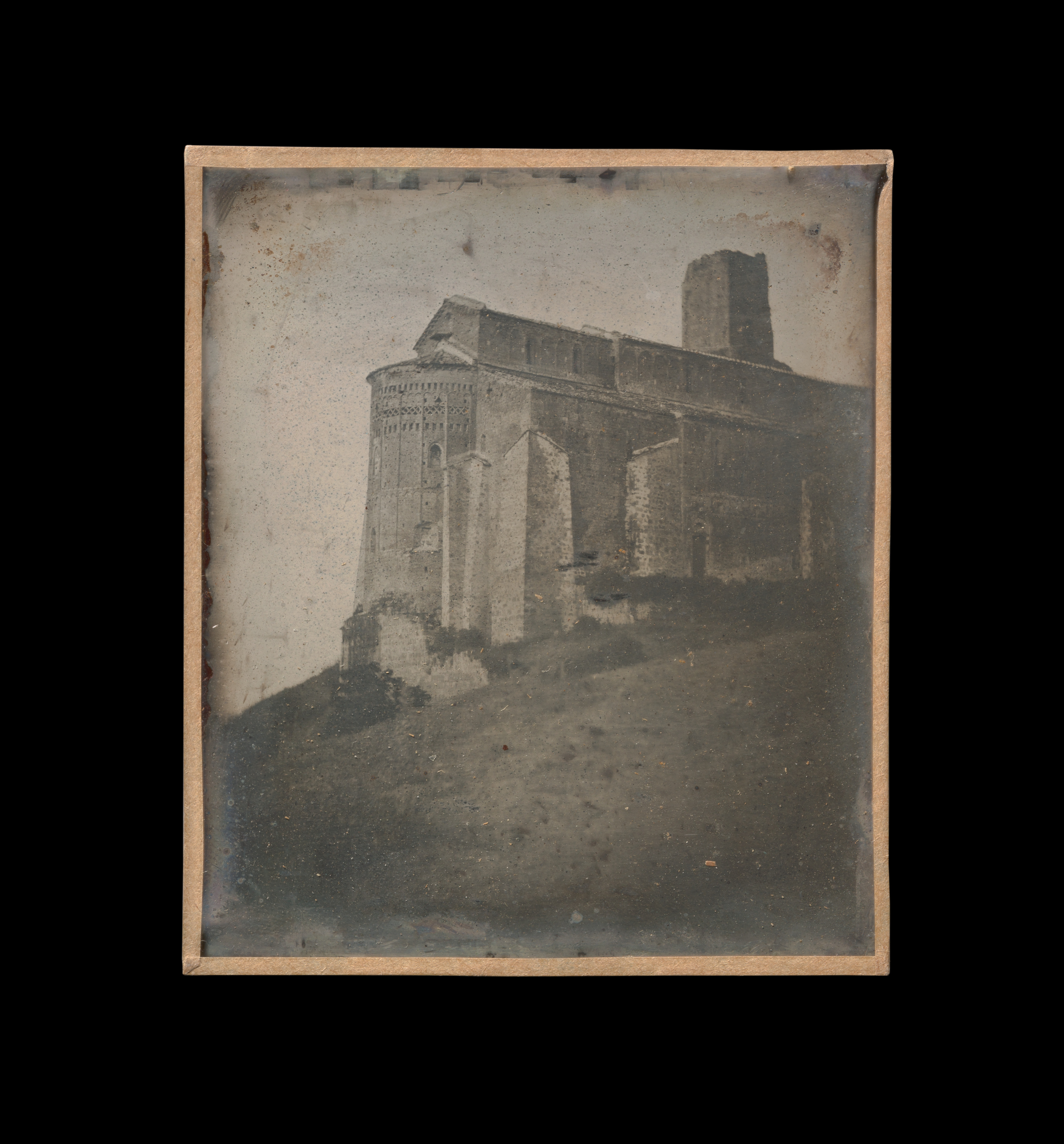
43. Toscanella Eglise de S. Pietro, apside
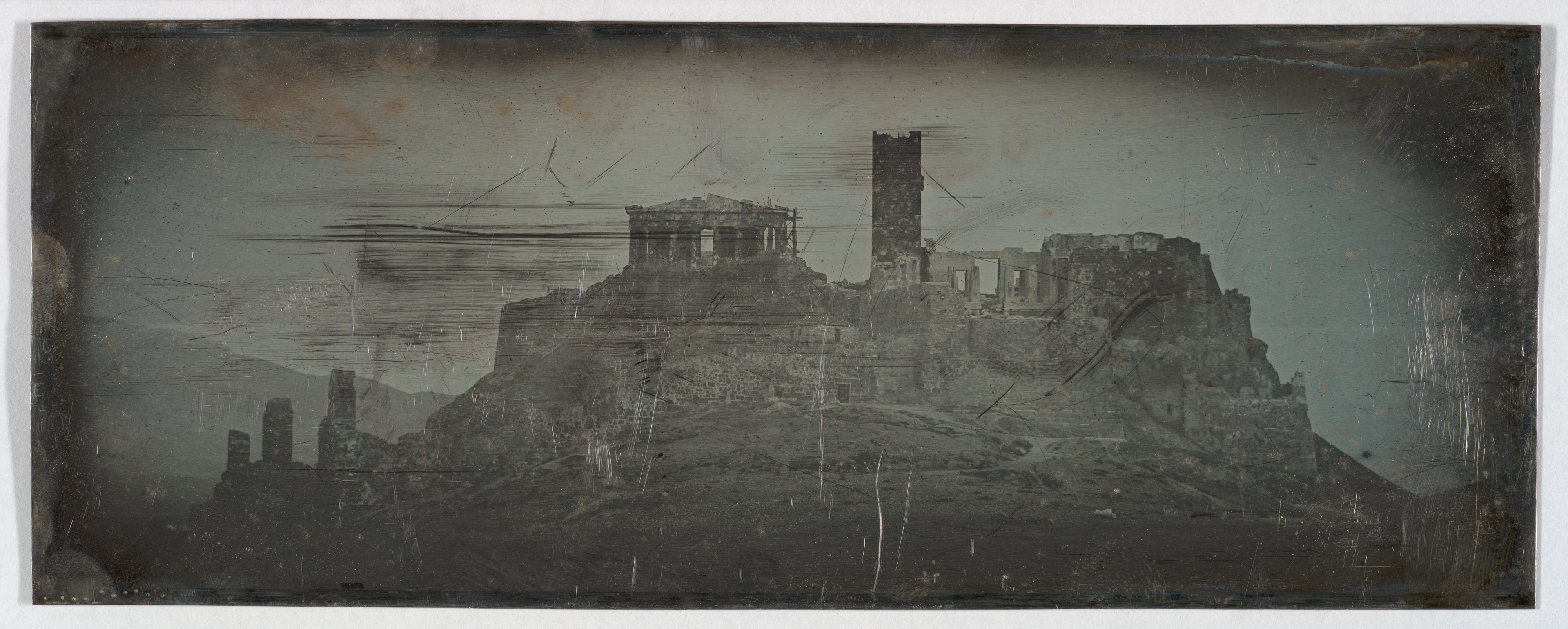
49. Athènes. Acropole. Côté O.
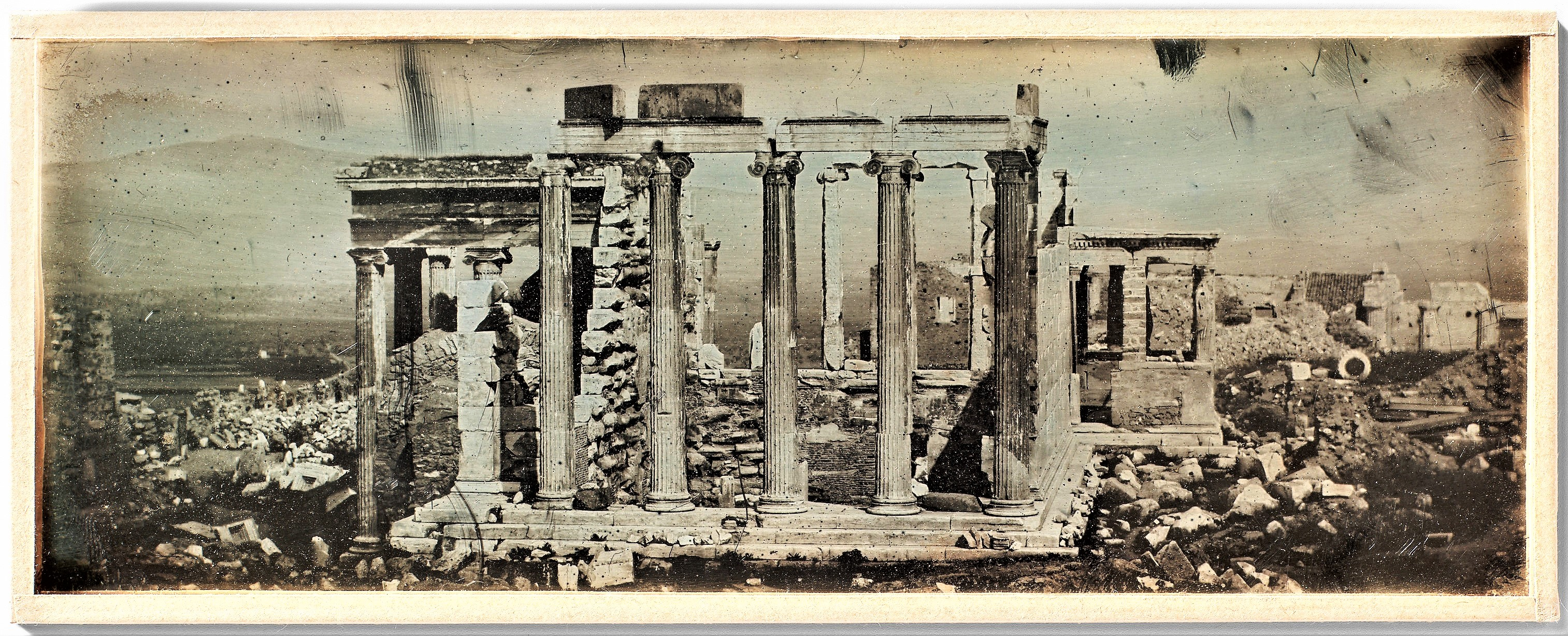
62. Athènes. Temple de Minerve Poliade (restauration numérique)

## Výstavy
- Girault de Prangey photographe (1804–1892), 3. listopadu 2020 – 7. února 2021, Musée d’Orsay, Paříž.[3]